# Parempheriella isoseta
Parempheriella isoseta är en tvåvingeart som först beskrevs av Loïc Matile 1974.  Parempheriella isoseta ingår i släktet Parempheriella och familjen svampmyggor. Inga underarter finns listade i Catalogue of Life.